# Jurij Tynianow
Jurij Nikołajewicz (Nasonowicz) Tynianow (ros. Юрий Николаевич Тынянов, ur. 6 października 1894 w Rzeżycy, zm. 20 grudnia 1943 w Moskwie) – rosyjski pisarz, scenarzysta filmowy, teoretyk literatury, krytyk literacki. Jeden z głównych reprezentantów rosyjskiej szkoły formalnej.

## Życiorys
Pochodził z rodziny żydowskiej. W latach 1904-12 uczył się w gimnazjum w Pskowie. Następnie do 1919 studiował na wydziela filozoficzno-historycznym uniwersytetu w Piotrogrodzie, gdzie m.in. uczęszczał na seminarium puszkinowskie Siemiona Wiengierowa. W 1919 obronił pracę dyplomową na temat Puszkin a Küchelbecker. Na studiach zaangażował się w ruch formalistów.
W latach 1919-1920 był nauczycielem literatury, następnie przez około rok pracował w Związku Rad Obwodu Północnego i Oddziale Informacji Biura Międzynarodówki Komunistycznej w Piotrogrodzie. Od 1921 do 1930 był profesorem Instytutu Historii Sztuk w Leningradzie. W tym czasie opublikował prace z dziedziny literaturoznawstwa: Dostojewski i Gogol (ku teorii parodii) (1921), Problemy języka poetyckiego (1924), zbiór artykułów Anarchiści i nowatorzy o literaturze pierwszego trzydziestolecia XIX wieku (1929). Od lat 20. XX wieku tłumaczył na rosyjski dzieła Heinricha Heinego i Georges'a Duhamela.
Od końca lat dwudziestych cierpiał na stwardnienie rozsiane, które okresowo uniemożliwiało mu pracę zawodową. Pod wpływem urzędowej nagonki odszedł od formalizmu. Do końca życia pracował nad trzecią częścią powieści Puszkin i pisał opowiadania. W 1939 został odznaczony Orderem Czerwonego Sztandaru Pracy. Pochowany na Cmentarzu Wagańkowskim w Moskwie.

## Dorobek artystyczny

### Powieści
- Küchla (Kiuchla; 1925), o licealnym koledze Puszkina, dekabryście Wilhelmie Küchelbeckerze(inne języki)[6]
- Podporucznik Kiże (Podporuczik Kiże; 1928)
- Śmierć Wazyr Muchtara (Smiert´ Wazir-Muchtara 1928), o ostatnim roku życia komediopisarza Aleksandra Gribojedowa[7]
- Woskowa persona (Woskowaja piersona; 1930)
- Puszkin (1936)

### Scenariusze filmowe
- 1926: Szynel[8]
- 1927: Sojusz Wielkiej Sprawy (S.W.D.)[8]
- 1934: Car Szaleniec (Porucznik Kiże)

Źródło:

## Upamiętnienie
W 2012 obok domu rodzinnego Tynianowa w Rzeżycy, na którym już wcześniej wisiała tablica pamiątkowa, stanął jego pomnik. Od 1981 w tym mieście znajduje się muzeum pisarza. W 1994 podobizna Tynianowa znalazła się na kartce pocztowej Federacji Rosyjskiej ze znaczkiem o nominale 100 rubli.